# Platycaedicia hospes
Platycaedicia hospes är en insektsart som först beskrevs av Brunner von Wattenwyl 1878.  Platycaedicia hospes ingår i släktet Platycaedicia och familjen vårtbitare. Inga underarter finns listade i Catalogue of Life.